# マーベルアイアンマン VR
『マーベルアイアンマン VR』（Marvel's Iron Man VR）は、ソニー・インタラクティブエンタテインメント（SIE）から発売されたPlayStation 4のPlayStation VR向けのシューティングゲームである。マーベル・コミックのスーパーヒーローである「アイアンマン」を題材としている。2020年7月3日より発売された。

## 開発史
2019年3月25日、SIEのオンラインプレゼンテーション「ステイト・オブ・プレイ」の第1回にて告知された。ゲームにはアディ・グラノフによりデザインされたアイアンマンの新型アーマーが登場する。2020年4月2日、COVID-19パンデミックの影響により発売が無期限延期となったことが開発元より発表された。2020年5月12日、発売日が同年7月3日となることが発表された。

## ストーリー
戦争で利益を得ていた自身の過去に苦悩する男・トニー・スタークは、軍需産業から引退しアイアンマンとして世界中の悪と戦う為の技術開発に専念していた。
そうしてスーパーヒーローとして名を馳せた数年後、自身がCEOを務めていた巨大軍需企業「スターク・インダストリーズ」の武器を駆使する反企業主義者のハッカー、“ゴースト”から突如攻撃を受ける。
その後、ゴーストは世界中のスターク支社を攻撃し事態は悪化していく。
こうしてトニーは自身の過去、そして強敵との一か八かの決戦に挑むことになるのであった。

## キャラクター
アイアンマン / トニー・スターク
声 - 藤原啓治、中野泰佑（一部代役）
ニック・フューリー
声 - 手塚秀彰
ペッパー・ポッツ
声 - 小林さやか